# 38 Леда
38 Леда (енгл. 38 Leda) је астероид главног астероидног појаса са пречником од приближно 115,93 km.
Афел астероида је на удаљености од 3,161 астрономских јединица (АЈ) од Сунца, а перихел на 2,318 АЈ.
Ексцентрицитет орбите износи 0,153, инклинација (нагиб) орбите у односу на раван еклиптике 6,972 степени, а орбитални период износи 1656,314 дана (4,534 године).
Апсолутна магнитуда астероида је 8,32 а геометријски албедо 0,061.
Астероид је откривен 12. јануара 1856. године.